# Jarantowice (Powiat Wąbrzeski)
Jarantowice (deutsch Arnoldsdorf, bis 1874 Jerrentowitz) ist ein polnisches Dorf des Powiat Wąbrzeski in der Woiwodschaft Kujawien-Pommern und gehört zur Landgemeinde Ryńsk (bis 2016: Wąbrzeźno). Von 1975 bis 1988 gehörte die Ortschaft zur Woiwodschaft Toruń, die im Zuge einer Verwaltungsreform aufgelöst wurde.
In Jarantowice befindet sich eine im 18. Jahrhundert erbaute, dem hl. Maximilian Kolbe geweihte Holzkirche sowie eine Grundschule.
2003 zählte der Ort 636 Einwohner, 1905 waren es noch 811.

## Geographie

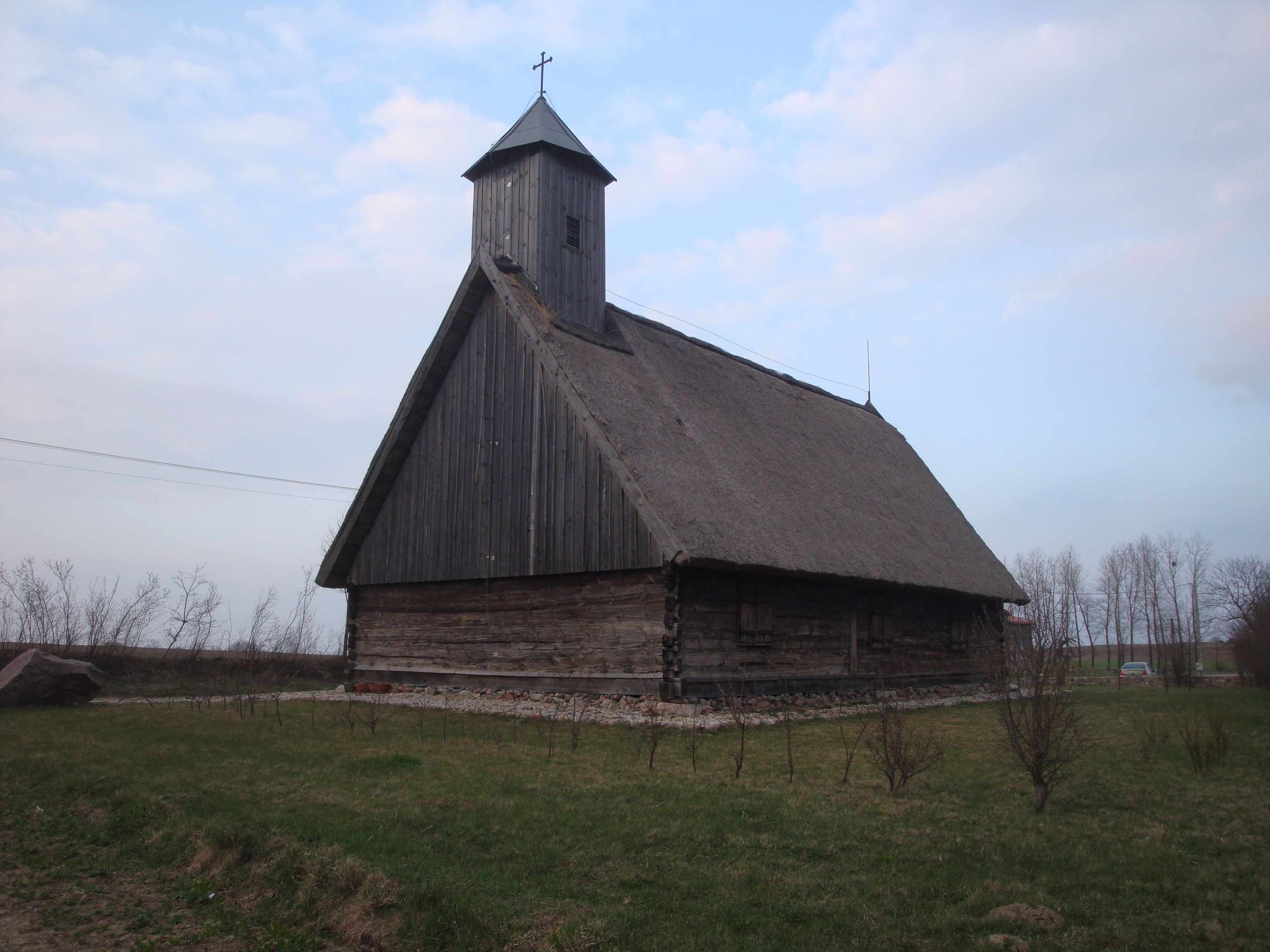
Maximilian-Kolbe-Kirche Jarantowice

Jarantowice liegt ungefähr sechs Kilometer nördlich der Kreisstadt Wąbrzeźno und 45 km nordöstlich von Toruń. Das Dorf liegt an der Regionalstraße DW354 und ist 20 Kilometer von der Autostrada A1 entfernt. 

## Persönlichkeiten
- Hedwig Gutzeit (1871–1945), deutsche Schauspielerin und Autorin
- Paul Wegener (1874–1948), deutscher Schauspieler und Regisseur